# Charles MacIver
Charles MacIver (* 28. November 1866 in Liverpool; † 21. Dezember 1935 in Menai Bridge, Wales) war ein britischer Segler und Schiffsmagnat.

## Erfolge
Charles MacIver gewann 1908 in London bei den Olympischen Spielen in der 12-Meter-Klasse die Silbermedaille. Bei der auf dem Firth of Clyde in Schottland ausgetragenen Regatta traten lediglich die beiden britischen Boote Hera und Mouchette, deren Skipper MacIver war, in zwei Wettfahrten gegeneinander an. Die Hera gewann beide Wettfahrten, sodass neben MacIver auch die Crewmitglieder John Jellico, James Baxter, William Davidson, Thomas Littledale, J. Graham Kenion, James Spence, John Adam, Charles MacLeod-Robertson und Charles R. MacIver, sein Sohn, den zweiten Platz belegten.
MacIver war unter anderem neben seinem Bruder David MacIver und Samuel Cunard Mitbegründer der British and North American Royal Mail Steam Packet Company, die später als Cunard Line bekannt wurde. 1875 erwarb er in Liverpool das Calderstones House.